# Loïc Nottet
Loïc Nottet (Courcelles, 10 de abril de 1996) es un cantante belga, 2.º en la tercera edición de La Voz de Bélgica y representante de Bélgica en el Festival de Eurovisión de 2015, celebrado en Viena, Austria; consiguiendo la 4.ª posición con 217 puntos, el mayor puntuaje de un concursante belga en la historia del festival. 
El 31 de marzo de 2017 publicó su álbum debut titulado Selfocracy. El 29 de mayo de 2020 lanzó su segundo álbum, Sillygomania.

## Carrera musical

### 2013-14:La Voz de Bélgica
Entre 2013 y 2014, Loïc Nottet hizo una audición para La Voz de Bélgica y quedó en 2.º lugar en su tercera edición, detrás de la ganadora Laurent Pagna. Él estuvo en el equipo de B.J. Scott.

### 2015:Festival de la Canción de Eurovisión 2015
El 3 de noviembre de 2014, la Radio Televisión Belga (RTBF), anunció que Nottet representaría a Bélgica en Festival de la Canción de Eurovisión 2015 en Viena, Austria con la canción Rhythm Inside al final ocupa el cuarto lugar en la Gran Final.

### 2016:Selfocracy
"Million Eyes" fue el comienzo de su primer álbum, el sencillo fue lanzado el 27 de octubre de 2016. El vídeo fue rodado el 5 de octubre. Nottet dijo que el álbum presentaría un concepto, varios personajes y varios vídeos musicales. La canción recibió el certificado Oro en Bélgica y Francia. El álbum titulado 'Selfocracy' fue lanzado el 31 de marzo de 2017 y logró encabezar la lista de Álbumes belga . También registró el número 3 en Utratop Flanders, el número 8 en Francia y 20 en Suiza. Tras la publicación del álbum ha llevado a cabo un tour con diferentes conciertos en Bélgica y Francia. 'Million eyes', 'Mud Blood' y 'Doctor' son las canciones pertenecientes al disco que tienen videoclip y las cuales acumulan millones de visualizaciones.
El 12 de noviembre de 2017 Nottet ganó la categoría Mejor Artista Belga en los MTV Europe Music Awards 2017.

### 2018: Nueva etapa
Tras publicar su primer álbum y terminar su tour. Loic publicó el 30 de noviembre de 2018 un nuevo sencillo llamado 'On Fire'.

## Discografía

### Álbumes de estudio
- 2017: Selfocracy
- 2020: Sillygomania
- 2023: Addictocrate

### Sencillos
- 2016: Rhytm Inside
- 2016: Million Eyes
- 2017: Mud Blood
- 2017: Doctor
- 2017: Go to Sleep
- 2018: On Fire